# Okondo
Okondo (baskisch und offiziell; spanisch Oquendo) ist eine 1.194 Einwohner (Stand: 2024) zählende nordspanische Gemeinde in der Provinz Álava im Baskenland. Zur Gemeinde gehören die Ortschaften Irabien, Jandiola, San Roman, Ugalde, Billatxika und Zudubiarte.

## Lage und Klima
Okondo liegt im von bewaldeten Bergen Tal des Río Itzalde in einer Höhe von ca. 275 m. Die Provinzhauptstadt Vitoria-Gasteiz liegt etwa 50 km (Fahrtstrecke) südsüdöstlich; die Großstadt Bilbao ist nur ca. 15 km in nordöstlicher Richtung entfernt. Das Klima ist gemäßigt bis warm.

## Bevölkerungsentwicklung
| Jahr      | 1970 | 1981 | 1991 | 2001 | 2011 | 2021 |
| Einwohner | 780  | 746  | 705  | 854  | 1155 | 1196 |

Trotz der Mechanisierung der Landwirtschaft und der Aufgabe bäuerlicher Kleinbetriebe ist die Einwohnerzahl der Gemeinde stetig angewachsen. 

## Sehenswürdigkeiten
- Kirche Santa Maria von Untza
- Kirche San Bartolomé

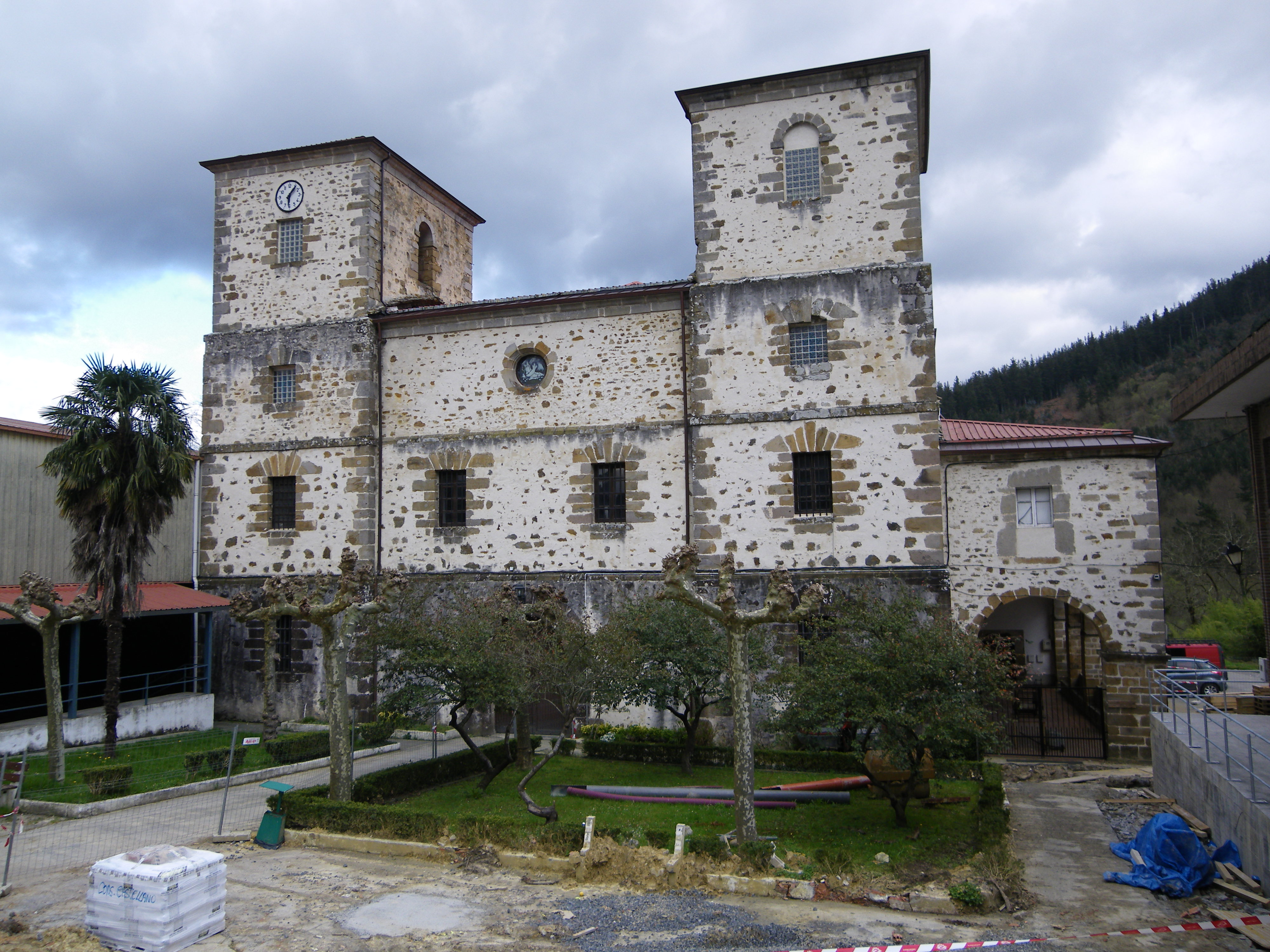
Kirche Santa Maria